# Concepción (dystrykt)
Concepción – dystrykt (distrito) w środkowym Paragwaju, w departamencie Concepción o powierzchni 8490 km². Jest największym z 6 dystryktów departamentu. W 2002 roku zamieszkany był przez 73 210 osób. Miasto Concepción jest jedynym ośrodkiem miejskim na obszarze dystryktu.

## Położenie
Graniczy z Brazylią od północy i dziewięcioma dystryktami:
- San Lázaro na północnym zachodzie,
- Yby Ya’ú, Bella Vista, Horqueta, Loreto i Belén na wschodzie,
- San Pedro del Ycuamandiyú na południu,
- Pozo Colorado i Puerto Pinasco na zachodzie.

## Demografia
Tabela przedstawia zmiany liczby ludności od 1950 roku.
| Rok       | 1950   | 1962   | 1972   | 1982   | 1992   | 2002   |
| Populacja | 28 331 | 32 517 | 44 664 | 49 978 | 62 100 | 73 210 |